# Clamp Gakuen tanteidan
Clamp Gakuen tanteidan (jap. Clamp学園探偵団) – manga grupy Clamp, na której podstawie powstała także 26-odcinkowa seria anime wyprodukowana przez studio Pierrot. Zostało ono przetłumaczone i zdubbingowane na angielski oraz inne języki przez sieć telewizyjną Animax.

## Fabuła
Manga opowiada o przygodach chłopców z podstawówki i ich staraniach, by urozmaicić nudny żywot żeńskiej części szkolnego społeczeństwa Clamp School (Szkoła Clamp).
Clamp School mieści się w Tokio i ma rozmiary małego miasteczka. Ponad 10 tysięcy uczniów, nauczycieli, pracowników i ich rodzin żyje tu, pracuje i uczy się. Clamp School zbudowany na bazie pentagramu, a każdy z pięciu kątów budynku mieści inny szkolny oddział, od przedszkola przez podstawówkę, szkołę średnią do uniwersytetu. Została zbudowana przez rodzinę Imonoyama, by mogły uczyć się w niej najlepsze i najbardziej światłe umysły Japonii bez względu na pochodzenie i zamożność. Oprócz szkoły, znajduje się tam m.in. osobisty bank, szpital i węzeł transportowy. Trójka młodych uczniów wyznacza sobie ambitny cel – aby żadna młoda dama na świecie (a przynajmniej w obrębie szkoły) nie była niczym niepokojona.

## Bohaterowie
- Nokoru Imonoyama (jap. 妹之山残 Imonoyama Nokoru) – 6-klasista i przewodniczący komitetu uczniowskiego podstawówki. Najmłodszy syn z klanu Imonoyama, sponsorów Clamp School, odziedziczył w spadku zamiłowanie do robienia absurdalnych rzeczy tylko po to, by je wykonać. Nokoru jest jednym z uczniów z najwyższym IQ w szkole, do której chodzą sami geniusze. Posiada także niesamowitą umiejętność wyczucia strapionej dziewczyny z odległości dwóch kilometrów. Z tego powodu postanowił założyć Clamp School Detective Agency (Detektywistyczna Agencja Szkoły Clamp), pomimo że spowodowało to odstąpienie od jego roli przewodniczącego. Jako jedyny z trzech młodych detektywów nie uprawia żadnego sportu.

Seiyū: Akemi Okamura 
- Suō Takamura (jap. 鷹村蘇芳 Takamura Suō) – 5-klasista i sekretarz komitetu uczniowskiego podstawówki. Jest mistrzem sztuk walki, posiadającym czarny pas 3-stopnia w karate, judo, aikido, i kendo (mógłby zajść wyżej, gdyby nie stwierdził, że znudziło mu się ciągłe wygrywanie). Jest także potomkiem japońskiego klanu ninja i przyrzekł bronić Nokoru za wszelką cenę. Jest także odpowiedzialny za dopilnowanie, by przewodniczący wyrobił się z całą papierkową robotę na czas.

Seiyū: Shiho Niiyama 
- Akira Ijūin (jap. 伊集院 玲 Ijūin Akira) – 4-klasista i skarbnik komitetu uczniowskiego podstawówki. Akira jest pierwszorzędnym szefem kuchni, co odziedziczył po swoim ojcu. Mieszka wraz ze swoimi dwiema matkami i otrzymał także po ojcu spuściznę jako jawnego złodzieja 20 Mask.

Seiyū: Omi Minami 
- Nagisa Azuya (jap. 梓夜 凪砂 Azuya Nagisa) – Dziewczyna uczęszczająca do przedszkola i przyjaciółka Prezydenta Uczniowskiej Rady Przedszkolaków. Potrafi pięknie grać na flecie. Z początku Suoh myślał, że jest wróżką wisterii, która mu się przywidziała. Jednakże, gdy usłyszał jak Utaku Ookawa mówi o niej zrozumiał, że ona istnieje naprawdę. Jej matka jest znaną japońską tradycyjną tancerką, a jej ojciec jest dobrze znany ze swojej szlachetności. Posiada dosyć talentu, by być lepszą od swoich rodziców.

Seiyū: Haruna Ikezawa 
- Utako Ōkawa (jap. 大川 詠心 Ōkawa Utako) – chodząca do przedszkola, prezydentka Uczniowskiej Rady Przedszkolaków (Kindergarten Student Division Councel). Z początku myślała, że jej przyjaciółka Nagisa jest atakowana przez ludzi, którzy są o nią zazdrośni. Akira wpadł na nią.

Seiyū: Yūko Miyamura 

### Crossover
Nokoru i Akira pojawiają się również w mangach Gakuen tokkei Duklyon, 20 mensō ni onegai!!, Tsubasa Reservoir Chronicle i X. Suō pojawia się w Clamp Gakuen kaikigenshō kenkyūkai jiken Fair, 20 mensō ni onegai!!, Tsubasa Reservoir Chronicle i X. Utako pojawia się również w mandze 20 mensō ni onegai!! i Gakuen tokkei Duklyon.

## Manga
Manga została wydana w trzech tomach przez Kadokawa Shoten w latach 1992-1993. 
30 sierpnia 2024 wydanie mangi w dwóch tomach zbiorczych zapowiedziało wydawnictwo Japonica Polonica Fantastica. 
| Nr | Data wydania (język japoński) | ISBN (język japoński)  |
| -- | ----------------------------- | ---------------------- |
| 1  | 28 kwietnia 1992              | ISBN 978-4-04-852337-0 |
| 2  | 1 kwietnia 1993               | ISBN 978-4-04-852397-4 |
| 3  | 1 grudnia 1993                | ISBN 978-4-04-852398-1 |

Mangę wydano ponownie w kwietniu 1997 roku w trzech tomach, oraz wersję kolekcjonerską w 2012, tym razem w dwóch tomach.

## Anime
Ma podstawie mangi wyprodukowano 26-odcinkową serię anime, wyprodukowaną przez studio Pierrot. Seria została wyemitowana na kanale TV Tokyo od 3 maja 1997 do 25 października 1997. Reżyserem serii jest Osamu Nabeshima, za kompozycję serii odpowiada Mayori Sekijima i Masaharu Amiya, za projekt postaci odpowiadał Hiroto Tanaka, a za muzykę Mikiya Katakura. 
| Seria          | Tytuł                                                                                | Twórcy         |          |
| Czołówka       | Czołówka                                                                             | Czołówka       | Czołówka |
| -------------- | ------------------------------------------------------------------------------------ | -------------- | -------- |
| 1 – 26         | „Peony Pink”                                                                         | Ali Project    |          |
| Napisy końcowe |                                                                                      |                |          |
| 1 – ?          | „Yōkoso Metallic Party” (jap. ようこそ メタリック・パーティー Yōkoso metarikku pātī) | Marble Berry   |          |
| ? – 26         | „Gift”                                                                               | Maaya Sakamoto |          |